# Јунан
Јунан (кин: 云南, 雲南, Yúnnán - јужно од облака) је покрајина на југозападу Народне Републике Кине. Површина покрајине је 394.000 km². Главни град је Куенминг. Западно од Јунана је Мјанмар, док су јужно Лаос и Вијетнам.
Јунан се налази у планинској области, са највишим врховима на северозападу и нижим пределима на југоистоку. Разлика у висини између планинских врхова и речних долина иде до 3000 метара. Јунан је богат рудама, и има најразноврснији биљни свет у Кини.
Већина становништва живи у источном делу покрајине. У Јунану је 2007. живело 44.830.000 људи. Јунан је познат као подручје у коме живи велики број етничких заједница, чак 25. Већина (67%) су Хан Кинези, док су од осталих најбројнији: Ји (11%), Баи (3,6%), Хани (3,4%), Жуанг (2,7%) и Даи (2,7%).